# Railo
Railo è un motore per lo scripting CFML server-side Open source con hosting su JBoss sviluppato da Railo Technologies basato su Java e compatibile con Application server Java EE. L'obiettivo del linguaggio è offrire una piattaforma più efficiente ma compatibile con Adobe ColdFusion. Viene o è stato utilizzato da:
- IDG
- Apple
- Spiegel
- Warner Bros.
- Gamestar
- Pcwelt

Il 29 gennaio 2015, il progetto Lucee, un fork della base di codice di Railo 4.2, è stato annunciato dallo sviluppatore originale di Railo, che ha dichiarato che non avrebbe lavorato ulteriormente su Railo. Anche gli altri sviluppatori hanno confermato che si concentreranno esclusivamente su Lucee e, sebbene The Railo Company non abbia rilasciato alcuna dichiarazione ufficiale, la comunità è concorde nel ritenere improbabile un ulteriore sviluppo del progetto Railo.